# Sophie Ristelhueber
Sophie Ristelhueber, née à Paris en 1949, est une artiste française, photographe et plasticienne. Elle poursuit depuis plus de trente ans une œuvre sur le territoire et son histoire, sur la « mise à nu des choses, des objets et des vies ».
Sophie Ristelhueber est représentée par la galerie Jérôme Poggi et la galerie Catherine Putman à Paris. Elle est régulièrement exposée en France et à l’étranger. Une rétrospective lui a été consacrée au musée du Jeu de Paume à Paris, en 2009. Elle reçoit le Deutsche Börse Prize en 2010 et le prix international de la Fondation Hasselblad en 2025.

## Formation
Après une formation littéraire à la Sorbonne et un mémoire sur La Jalousie de Alain Robbe-Grillet, Sophie Ristelhueber intègre l’École pratique des hautes études où elle suit des séminaires de Gérard Genette et de Roland Barthes. Elle travaille dans un premier temps dans l’édition et dans la presse, notamment pour le magazine Zoom. À l’âge de trente ans, elle marque une césure avec sa formation littéraire et fait ses premières images à l’occasion du projet Intérieurs réalisé avec François Hers,. À la même période, elle coréalise San Clemente avec Raymond Depardon. Sorti en 1982, le documentaire, pour lequel elle prend aussi le son, est une immersion et une déambulation sur l’île de San Clemente qui abritait un asile psychiatrique, au large de Venise.

## Œuvre artistique
Le travail de Sophie Ristelhueber se déploie à travers des photographies, des installations, des vidéos, des pièces sonores et des livres d’artiste. Sur des terrains en conflits ou dans une maison de famille, elle photographie une architecture qui oscille entre la destruction et la construction, retient de la surface les stries du sol, les fêlures d’un mur ou ce qu’elle appelle des « cicatrices dans le paysage ».
Prenant souvent pour point de départ un « fait réel » dont certains conflits géopolitiques, elle évoque une création qu’elle déclare inséparable du « monde existant ».
Dans un entretien au journal Le Monde en 1992, à propos de la série Fait réalisée au Koweït, elle affirme qu’« il ne faut pas abandonner le terrain du réel et de l’émotion collective aux seuls reporters, rédacteurs ou photographes ». Au contraire du photoreportage auquel elle fut associée à ses débuts, ses images, prises la plupart du temps sur le « terrain », témoignent moins d’une situation géopolitique qu’elles ne se situent du côté de l’Histoire. Elle précise ainsi : « Les commentateurs ont fait référence à un travail sur "la trace". Je dirais plutôt une mise à nu des choses, des objets et des vies que je saisis en passant par les bâtiments et l’architecture ».
N’ayant jamais tout à fait délaissé sa formation littéraire, Sophie Ristelhueber détourne les mots de leur fonction première, les utilisant comme une matière plastique à part entière, ainsi dans Opérations . Qu’ils soient anonymes (« La Lamentation sur la ruine d’Ur ») ou extraits d’écrivains célèbres (Tolstoï, Selimovic, Clausewitz...), de nombreux textes accompagnent ses livres d’artiste.

## Les années 1980 (sélection)

### Beyrouth, photographies(1984)
En pleine guerre civile au Liban, Sophie Ristelhueber se rend à Beyrouth pour réaliser un travail sur « l’architecture moderne en ruine ». Beyrouth, photographies, composé de 31 photographies en noir et blanc de bâtiments criblés de balles et éventrés, est un livre d’artiste accompagné d’un texte antique de Lucrèce extrait du De rerum natura où l’on retrouve cette citation en majuscules : 
« Et l’on n’ose pas / croire que la / substance de ce / vaste monde est / réservée à la / mort et à la / ruine, lorsqu’on / voit de telles / masses de / terres prêtes à / s’écrouler ! […] La terre, grâce à ce jeu menace plus souvent ruine qu’elle ne tombe réellement ; elle / se penche en / effet puis se / redresse en / arrière, et après / avoir failli / tomber / elle reprend son / équilibre et sa / place ordinaires ». 
Excluant toute présence humaine de ses photographies, en cela précurseure de beaucoup, elle déclare avoir voulu « réaliser un livre plein de silences ».

### La Datar (1984-1986)
Elle participe à la mission photographique de la Datar, initiée par Bernard Latarjet et par François Hers, pour laquelle elle réalise des photographies de paysages désertés par l’homme. Proche d’une forme d’inventaire, elle retient les signes et les traces de l’activité humaine dans la nature (voies ferrées, routes, ponts…). Comparant ce paysage à celui de Beyrouth, elle affirme : « Il n’y a pas tellement de différence entre les ruines de Beyrouth et un viaduc dans les Alpes de Haute-Provence, dans la mesure où j’ai la même relation à ce type d’objet ».

### Vulaines(1989)
Pour son projet Vulaines réalisé en 1989 dans la maison de vacances familiale, l’artiste photographie des meubles à hauteur d’un petit enfant, « c'est-à-dire à la fois disproportionnés et mystérieux : un couvre-lit est tout aussi bien un paysage, un papier peint en lambeau fait une carte géographique ». Avec Vulaines, Sophie Ristelhueber évoque pour la première fois sa fascination pour « l’ambivalence des choses ». Loin du paradis perdu de l’enfance, le spectateur découvre dans ces diptyques l’univers menaçant du monde des adultes, à quoi sont juxtaposées des images en noir et blanc recadrées extraites de l’album de famille.
Certaines photographies annoncent Les barricades mystérieuses (1995) qui montrent principalement des plans rapprochés de dessus-de-lit, de carrelages ou de tapis, autant de motifs où « se perdre » comme l’artiste disait petite « se perdre dans le papier peint ». Pour son livre, est reproduit sur la couverture un extrait de Vie et opinions de Tristram Shandy de Laurence Sterne qui évoque la pérégrination et l’impossibilité de parler de soi.

## Les années 1990 (sélection)
Le travail de Sophie Ristelhueber est marqué, dans les années 90, par un intérêt pour les conflits géopolitiques, toujours représentés dans un rapport plus proche de l’archéologue ou du topographe que du journaliste.

### Fait(1992)
Obsédée par l’image d’un « désert qui n’en était plus un » et fortement inspirée par la célèbre photographie de Man Ray L’Élevage de poussière, Sophie  Ristelhueber se rend au Koweït où elle réalise Fait, un ensemble de 71 photographies du désert alternant vues aériennes et vues au sol qui, installées au mur, forment une immense grille.
Elle déclare avoir « cherché à faire perdre toute notion d’échelle » au spectateur, l’infiniment grand et l’infiniment petit se confondant révèlent un désert « aussi abîmé qu’un corps », parcouru d’immenses cicatrices en forme de zigzag.

### Every One(1994)
Dès 1991, au début de la guerre civile en Yougoslavie entre Serbes et Croates, la plasticienne se demande comment représenter cette « incroyable violence faite au corps. Comment créer, aborder des faits de société, conserver la colère qui est en moi, sans tomber dans le militantisme ? Comment rendre hommage tout en faisant œuvre ? ».
Elle se rend alors dans un hôpital parisien pour photographier des sutures sur des corps récemment opérés. Sutures qui peuvent se lire comme un écho aux cicatrices du désert koweïtien. Ce travail intitulé Every One sera exposé sous la forme de photographies-tableaux mesurant près de trois mètres de haut, afin que ces « immenses détails » puissent se « regarder comme des immeubles ou des paysages ». Sophie Ristelhueber déclare ainsi vouloir donner forme à une « souffrance qui existera pour toujours ». Every One fait aussi l’objet d’un livre d’artiste, petit opuscule imprimé sur papier bible, où l’on peut lire un extrait d’un texte de Thucydide sur la guerre du Péloponnèse, au Ve siècle av. J.-C., premier récit d’une guerre civile dont la responsabilité n’appartient plus aux dieux mais aux hommes.

### La Campagne(1997)
Alors qu’elle poursuit sa réflexion sur la représentation du conflit bosniaque, elle réalise La Campagne, dont le titre à double sens désigne aussi bien la nature que la campagne militaire. L’historienne de l’art Ann Hindry décrit ainsi les photographies appuyées au mur les unes sur les autres : 
« À première vue, l'impression d'ensemble est celle d'une déambulation en milieu rural, d'une atmosphère calme, voire bucolique. Les photos se chevauchent, ne sont donc pas toutes visibles dans leur intégralité mais on aperçoit, ici, un cheval de trait, là une forêt de pins, des baigneurs dans une cascade à proximité d'un village pittoresque, là encore un pré parsemé de fleurs de pissenlits ou bien une vue bien verticale du flanc d'une colline plantée de petits arbres, là enfin, une route de campagne apparemment coupée par la crue du fleuve ».
Le paysage en apparence paisible d’une campagne désertée de la présence humaine côtoie la violence invisible à l’œil nu des charniers comme autant de contrechamps à l’horreur d’une guerre civile. Le dispositif est complété par une liste de noms de lieux emblématiques, dont Srebrenica.

## Les années 2000 (sélection)

### Irak(2001)
Ayant toujours en tête une image du Shatt-al-Arab de 1991 qu’elle comparait à une terre criblée comme une « maladie de peau », Sophie Ristelhueber s’est penchée au-dessus de la terre irakienne, berceau de la civilisation mésopotamienne :  
« Je devais y aller mais, une fois là-bas, je ne savais plus quoi faire. Bien sûr, j’aurais pu prendre des photos des conditions de vie désastreuses, mais je ne l’ai pas fait. Je ne pouvais pas. J’ai trouvé un pays dévasté, et j’ai ressenti la même chose que lorsque j’avais été à la fois attirée et écœurée par les objets abandonnés dans le désert du Koweït et par les maisons détruites en Bosnie. Ce qui m’a vraiment frappée, c’est le sable jaune et ces milliers de palmiers noircis, calcinés, couchés comme une armée en déroute. Et c’est ce détail — cet immense détail- — que je garderai. » 
Irak se présente sous la forme d’un triptyque de grand format comme une allégorie de la violence du conflit contemporain.

### Marcassin(2001)
En 2001, dans le cadre d'une commande publique, elle a réalisé pour la Chalcographie du Louvre une héliogravure à grains intitulée Marcassin.

### Le Luxembourg(2002)
À l’invitation de Noëlle Chabert, conservatrice du musée Zadkine à Paris, d’exposer dans son musée, Sophie Ristelhueber photographie un « territoire d’enfance », le jardin du Luxembourg avec la même attention aux détails et l’idée d’une perte d’échelle « qu’au-dessus du sol irakien ». Les plans rapprochés du sol, les plis du bitume ou les petits arceaux délimitant les plates-bandes sont photographiés comme autant de « pistes d’atterrissage » et de petites frontières. Pour le livre d’artiste, l’écrivain Jean Echenoz a écrit un texte sur les vingt reines qui entourent le bassin du Luxembourg.

### WB(2005)
Pour mettre en forme l’idée de la séparation entre Palestiniens et Israéliens, elle entreprend de photographier les routes coupées dans les territoires palestiniens. Elle observe : « Ces interventions dans le paysage sont bien plus fortes et étouffantes que le mur de séparation. Je voyais une terre meurtrie comme un corps. En même temps, ces éboulements ont été fabriqués il y a déjà trois ou quatre ans, les herbes gagnent, une archéologie naît. Ces barrières de roches induisent que le paysage se retourne contre lui-même ».
WB (pour West Bank), composé de 54 photographies en couleur, se déploie aussi dans un livre d’artiste, sur la quatrième couverture duquel on peut lire ce texte inspiré d’une citation de Lucrèce :
« Qu’est-ce que je fais là, anéantie, sur le toit de cette voiture ? Est-ce que je me dis « qu’il est doux de se tenir sain et sauf sur le rivage à regarder les autres lutter au milieu des courants déchaînés et des vents furieux. Non qu’il y ait du plaisir à tirer du malheur d’autrui, mais il est doux d’être épargné par un tel désespoir » ? Sans doute comme artiste suis-je moi aussi en guerre. »

### Eleven Blowups(2006)
Fascinée par la vision d’un « cratère » vu à la télévision, à la suite de l’attentat contre le premier ministre libanais Rafic Hariri le 14 février 2005 à Beyrouth, Sophie Ristelhueber s’autorise une « licence poétique ». Elle juxtapose des images de cratère extraites d’archives de l’agence Reuters à des paysages irakiens. De ces photomontages, elle déclare : « tout est vrai, tout est faux »,,,. Comparant ces immenses trous à des « tombeaux », elle aborde le concept d’une « universalité du cratère » dépassant le seul thème de l’Irak. Elle ajoute :
« Après ces explosions à la voiture-suicide, c’est comme si la terre était aspirée en son centre. L’idée d’une terre chargée d’histoire qui s’avale est un concept qui m’inspire. J’ai besoin d’imaginer une forme qui permette de penser à la fois tous ces rapprochements.» 
Elle a été nommée pour le prix Pictet en 2015.

### Le Chardon(2007)
Invitée à faire une œuvre dans le Parc du Vercors, « massif chargé d’histoire », Sophie Ristelhueber suit au plus près, dans un film de 6 minutes et trois travellings, la matière des roches noires d’une gorge et celle d’une route rapiécée. Le Chardon donne à voir des images minérales, scrutant « les accidents du territoire et les strates géologiques ». En voix off, la voix de Michel Piccoli, lisant la préface de Tolstoï à son roman posthume Hadji Mourad, accompagne les images :
« On voyait que le pied de chardon avait été foulé par une roue, puis s’était relevé si bien qu’il se tenait de travers, mais quand même debout. C’était comme si on lui avait retranché une partie du corps, qu’on lui avait labouré les entrailles, arraché un bras, un œil, et cependant il restait debout, ne cédant pas à l’homme, qui avait anéanti tous ses frères autour de lui. « Quelle énergie ! pensai-je. L’homme a tout vaincu, il a détruit des millions d’herbes, mais celle-ci n’a pas cédé ! »

### Fatigues(2009)
Conçue pour sa rétrospective au Jeu de Paume, Fatigues est un long travelling sur certains détails de ses œuvres. Michel Guerrin, dans le journal du Monde, écrit en 2009 : « Il ne s’agit pas de la santé de l’artiste. Le terme désigne un vêtement militaire, voire de travail. Sophie Ristelhueber aime jouer avec les mots comme avec les plans (…). Les jeux lents de caméra amplifient une préoccupation de l’artiste : faire perdre au spectateur tout repère, toute échelle afin qu’il perçoive plus intensément le territoire photographié, qu’il s’agisse d’un paysage lointain ou d’un carré de tissu dans une chambre… »

## Les années 2010 (sélection)

### Sans titre(2011)
Poursuivant avec « un pas de côté » son inlassable réflexion sur la terre, l’artiste est allée photographier les entrailles du Château de Versailles, dans le souterrain du bassin de Latone : « Avec ces nouvelles images, Sophie Ristelhueber découvre un autre terrain, elle ouvre un autre front, celui qui se trouve sous nos pieds. On entre dans un territoire insoupçonné, semblable à un corps. Les tons sont gris, ocres, terreux. On peut en suivre les contours comme s’il s’agissait d’une exploration fonctionnelle. »
L’entrelacement des tuyaux prend une forme animale, comme une nouvelle vie dissimulée. Reprenant un mot du vocabulaire médical qui lui est familier, elle évoque des « plexus » pour désigner les entrecroisements de vaisseaux ou filets de nerfs.

### Pères(2014)
Pour la célébration du centenaire de la Première Guerre mondiale, Sophie Ristelhueber réalise Pères, un film tourné dans la maison de famille près de Fontainebleau. La caméra suit en trois plans séquences les surfaces élimées de la maison où a vécu son jeune aïeul, mort au combat en 1916. Un lied de Schubert sur les paroles du Roi des Aulnes de Goethe renforce le lyrisme inquiétant qu’évoque le poème : la course éperdue à travers une forêt d’un père et de son jeune fils, à cheval, qu’il ne parvient pas à protéger de la mort, sourd à ses angoisses et ses supplications : « Mon idée était que les pères -les généraux, les hommes politiques, les pères eux-mêmes- n’ont pas su sauver leurs enfants ».

### Sunset Years(2019),Les Orphelins(2019)
Après les Eleven Blowups de 2006, Sophie Ristelhueber poursuit son travail autour de la forme du cratère qui la fascine. Elle trouve dans le paysage autour de la mer Morte, qui recule inexorablement, des trous qu’elle entremêle à des plans rapprochés de trottoirs parisiens déformés par des petites bosses et des plis comme des froissements du bitume : « Les tirages étant tous de même dimension, l’immensité et le détail se côtoient, s’égalisent, se confondent. Sophie Ristelhueber fait apparaître des paysages infinis dans un mètre carré de chaussée et, à l’inverse, montre des paysages immenses comme s’ils n’étaient que la même petite surface de terre regardée de tout près ».
En parallèle des Sunset Years à la galerie Jérôme Poggi, elle expose Les Orphelins à la galerie Catherine Putman. L’exposition renvoie à la séparation et au territoire de l’enfance, annoncée dès la première image d’une machine à écrire reçue lorsqu’elle avait sept ans. Révélant des cartes de France « muettes » des années 1950, sans légende, sillonnées par les lignes des routes et de chemins fer en forme de « tissus sanguins », Sophie Ristelhueber continue de sonder ce qu’elle nomme « le grand silence du territoire ».

## Expositions
Son travail a été présenté dans de nombreuses institutions internationales parmi lesquelles :
- MoMA (New York, USA), Tate Modern (Londres, GBR), Museum of Fine Arts (Boston, USA), National Gallery of Canada (Ottawa, CAN), Victoria & Albert Museum (Londres, GBR), Albright-Knox Art Gallery (Buffalo, USA), The Power Plant (Toronto, CAN), Folkwang Museum (Essen, DEU), les Biennales de Johannesburg (ZAF), Sao Paulo (BRA), la Triennale de Echigo-Tsumari (JPN) ;
- ainsi qu’à Paris : MNAM - Centre Georges Pompidou, galerie Nationale du Jeu de Paume, le MAMVP, musée d’art moderne de la ville de Paris, musée Zadkine, musée Rodin, Monnaie de Paris, etc.

## Monographies
(mars 2025).
- Chéroux, Clément, « Comme l'image d'un pansement », in La voix du voir, éditions Xavier Barral, Paris, 2019
- Brutvan, Cheryl. Details of the World, Museum of Fine Arts publications (Boston) ; Détails du monde, éditions Actes Sud (Paris), 2002.
- Catherine Grenier, Sophie Ristelhueber – La guerre intérieure, Dijon, Les Presses du réel, 2019, 2e éd. (1re éd. 2010).
- Ann Hindry, Sophie Ristelhueber, Paris, Hazan, 1998.
- Latour Bruno, Mellor David, Schlesser Thomas. Sophie Ristelhueber - Opérations, Les Presses du réel (Dijon), 2009 ; Thames & Hudson (Londres), 2009.
- Mayer, Marc. Sophie Ristelhueber : Fait –Books on Books no 3, éditions Errata (New York), 2008.
- Sans, Jérôme. Sophie Ristelhueber, une œuvre de terrain, profil d’une collection, Frac Basse-Normandie (Caen), 1995.

## Prix et récompenses
- Sophie Ristelhueber reçoit le prix Hasselblad 2025, la plus haute distinction en photographie, considéré comme le Nobel de la photographie[47],[48],[49].